# Мартинов Євген Григорович
Євген Григорович Мартинов (1948—1990) — радянський естрадний співак та композитор, старший брат композитора Юрія Мартинова

## Життєпис
Народився 22 травня 1948 року в Камишині (нині Волгоградська область). Батько, командир стрілецького взводу, повернувся з війни інвалідом, мати була медсестрою на фронті. Через 5 років сім'я переїхала на Донбас (на батьківщину батька) до міста Артемівськ. Батько навчив його грати спочатку на баяні, потім на акордеоні. Закінчив артемівське музучилище по класу кларнета, 1967 року вступив до Київської консерваторії імені П. І. Чайковського, проте незабаром перевівся в донецький Сталінський музично-педагогічний інститут (нині консерваторія імені С. С. Прокоф'єва), який достроково закінчив 1971 року, по класу кларнета.
1972 року в Москві як композитор познайомився з Майєю Кристалінською, яка вперше виконала його пісню «Берізка» на вірші С. Єсеніна та представила композитора публіці в театрі естради. У тому ж році на центральному телебаченні прозвучала пісня «Моя любов» у виконанні Гюллі Чохелі. З 1973 року Євген Мартинов жив у Москві та працював спочатку в Державному концертному об'єднанні «Росконцерт» (солістом-вокалістом), а потім у видавництвах «Молода гвардія» та «Правда» (музичним редактором-консультантом). Член Спілки композиторів СРСР з 1984 року.
За роки своєї композиторської та виконавської діяльності Мартинов Є. Г. був удостоєний багатьох лауреатських звань та почесних дипломів, — зокрема на Всесоюзному конкурсі виконавців радянської пісні в Мінську (1973 р.), Всесвітньому фестивалі молоді та студентів у Берліні (1973 р.), всесоюзному телевізійному фестивалі радянської пісні «Молоді голоси» (1974 р.), міжнародному конкурсі естрадних пісень «Братиславська ліра» в Чехословаччині (1975 р.), міжнародному конкурсі виконавців естрадної пісні «Золотий Орфей» у Болгарії (1976 р.).
У своїй творчості Євген Мартинов спирався на ліричні або громадянські вірші І. Р. Рєзніка, А. Д. Дементьєва, Р. І. Рождественського, М. С. Пляцковського та інших радянських поетів. Мелодії Мартинова красиві, часом достатньо примхливі, світлі та душевні, добре оркестровані.
Голос Мартинова — дуже дзвінкий, оксамитовий м'який тенор (баритональний тенор), достатньо широкого діапазону (йому пропонували стати оперним співаком) і з рідкісним красивим тембром. Саме характерний тембр є відмінною рисою Мартинівського голосу. Завдяки сценічній зовнішності, особистій чарівності, а також натхненній, оптимістичній манері співу Мартинов ніс заряд позитивних емоцій, передаючи слухачеві почуття радості та захоплення. Навіть трагічні та драматичні за сюжетом пісні («Лебедина вірність», «Балада про матір», тощо) у Мартинова закінчуються світло та піднесено.
Пісні Мартинова виконували видатні радянські співаки 1970 — 1980-х років — Софія Ротару, Йосип Кобзон, Анна Герман, Вадим Мулерман, Олександр Сєров, Георгій Мінасян, Марія Кодряну, Михайло Чуєв, Едуард Хіль та інші. Останнім часом деякі пісні Мартинова співають та записують Юліан, Микола Басков, Філіп Кіркоров, Ані Лорак.
Життя Євгена Мартинова трагічно обірвалося на сорок третьому році, 3 вересня 1990 року. Офіційна причина смерті — гостра серцева недостатність. Обставини смерті описуються очевидцями неоднозначно. За словами випадкового знайомого, співак відчув себе погано в ліфті. Ймовірно, Мартинова можна було врятувати, якби йому вчасно була надана кваліфікована медична допомога. Похований на Кунцевському кладовищі в Москві.

### Родина
1978 року одружився з коханою дівчиною Евеліною з Києва. Син — Сергій. Після смерті Євгена Евеліна з сином емігрували до Іспанії. Брат Євгена Мартинова — Юрій — композитор.

## Нагороди та премії
- Лауреат Всесоюзного конкурсу виконавців радянської пісні у Мінську, 1973 р.
- Лауреат X Всесвітнього фестивалю молоді та студентів, Берлін, 1973 р.
- Гран-прі міжнародного конкурсу естрадних пісень «Братиславська ліра», Братислава, 1975 р., (вперше на конкурсі переміг представник СРСР)
- Срібна медаль на міжнародному конкурсі виконавців естрадної пісні «Золотий Орфей» у Болгарії, 1976 р.
- Премія Ленінського комсомолу (1987) — за створення творів для дітей та юнацтва та велику роботу з естетичного виховання молоді

## Фільмографія
- 1978 — Телевистава «Казка як казка» (реж. Олег Бійма).

## Пам'ять
1992 року одна з вулиць м. Артемівська названа ім'ям Євгенія Мартинова.
З ініціативи діячів культури та друзів артиста в Москві 1993 року створено московське культурне товариство «Клуб Євгена Мартинова», що займається культурною та благодійною діяльністю, пропагує творчу спадщину чудового композитора та співака.
1993 року був названий почесним громадянином міста Камишин.
1998 року Юрій Мартинов видав книгу «Лебедина вірність Євгена Мартинова: факти біографії, спогади про життя, роздуми про творчість».
2000 року відбувся I донецький відкритий фестиваль-конкурс ліричної пісні ім. Є. Г. Мартинова «Отчий дім», на якому вперше була представлена пісня «Я лечу до тебе».

## Дискографія
- 1975 — Поёт Евгений Мартынов (33С62 05815-6)
- 1975 — Поёт Евгений Мартынов (Г62-04685-6)
- 1976 — Евгений Мартынов поёт свои песни (33С62-08735-36)
- 1977 — Евгений Мартынов поёт свои песни (33С62-09381-2)
- 1980 — Евгений Мартынов поёт свои песни (33С60-12521-22)
- 1982 — Песни Е. Мартынова на стихи Михаила Пляцковского (33С62-17539-40)
- 1982 — Заклятье/Не надейся (Г62-09205-6)
- 1983(?) — Песня, в которой ты (?)
- 1989 — А любовь права. Песни Евгения и Юрия Мартыновых

## Найвідоміші пісні
- А любовь права! — Михайло Танич, вик. Є. Мартинов, Галина Невара
- А я без Волги просто не могу — Андрій Дементьєв, вик. Є. Мартинов, Валентина Толкунова, Катерина Шавріна
- Аленький цветочек — Леонід Дербеньов, вик. Тамара Міансарова
- Алёнушка — А. Дементьєв, вик. Є. Мартинов
- Ах, как хочется влюбиться! — А. Дементьєв і Олексій Пьянов, вик. Є. Мартинов
- Баллада о матери — А. Дементьєв, вик. Софія Ротару, Є. Мартинов, Ренат Ібрагімов, Лев Лещенко
- Белая сирень — Анатолій Поперечный, вик. Є. Мартинов, Галина Ненашева, Ксенія Георгіаді
- Берёзка — Сергій Єсєнін, вик. Є. Мартинов
- Благодарность матерям — Леонід Дербеньов, вик. Є. Мартинов
- В мире чудаков — Ольга Чернишова, вик. Є. Мартинов
- Венок любви — в музичній редакції Юрія Мартинова, Сергій Каргашин, вик. Таня Острягина
- Верую в тебя — Андрей Вознесенський, вик. Є. Мартинов
- Весёлый зонтик — Ігор Кохановський, вик. Є. Мартинов, вокальний квартет «Улыбка»
- Время думать о девчонках — Володимир Харитонов, вик. Є. Мартинов
- Все влюбляются, влюбляются — Володимир Харитонов, вик. Людмила Ніколаєва
- Встреча друзей — Роберт Рождественський, вик. Є. Мартинов, Едуард Хіль
- Выдумал тебя! — Михайло Танич, вик. Є. Мартинов
- День рождения — Андрій Дементьєв, вик. Йосип Кобзон
- Добрые сказки детства — Роберт Рождественський, вик. Анне Вескі і Є. Мартинов, Сергій Захаров
- Если есть любовь — Михайло Пляцковський, вик. Є. Мартинов і Ірина Понаровська, Галина Невара
- Если сердцем молод — А. Дементьєв і Давид Усманов, вик. Вадим Мулерман, ВИА «Самоцветы», группа «Доктор Ватсон»
- Есть на земле Москва — Роберт Рождественський, вик. Лев Лещенко
- Заклятье — Назрул Іслам (переклад з бенгальської Михайла Курганцева), вик. Ірина Понаровська, Є. Мартинов, Ксенія Георгіаді, Ірина Отієва
- Звучи, любовь! — Роберт Рождественський, вик. Є. Мартинов
- Земля цветов (Радуга) — Ігор Шаферан, вик. Є. Мартинов
- Июнь — А. Дементьєв і А. Пьянов, вик. Є. Мартинов
- Колыбельная пеплу — Юстинас Марцинкявичус (переклад з литовської Леоніда Міля), вик. Є. Мартинов
- Кукушкина слеза — Анатолій Поперечний, вик. Є. Мартинов
- Ласточки домой вернулись — А. Дементьєв, вик. Є. Мартинов
- Лебединая верность — А. Дементьєв, вик. Софія Ротару, Є. Мартинов, Мичел, Раиса Мкртчян
- Летом и зимой — А. Дементьєв, вик. Є. Мартинов
- Мамины глаза — Михайло Пляцковський, вик. Є. Мартинов, Едуард Хіль
- Марш-воспоминание — Роберт Рождественський, вик. Є. Мартинов
- Марьина роща — Ілля Рєзник, вик. Є. Мартинов
- Медовый август — Римма Казакова, вик. Є. Мартинов
- На качелях — Онегин Гаджикасимов, вик. Є. Мартинов
- Натали — А. Дементьєв, вик. Є. Мартинов
- Начни сначала — Андрій Вознесенський, вик. Є. Мартинов, С. Ротару
- Наш день — А. Дементьєв, вик. Софія Ротару, Є. Мартинов, ВІА «Современник»
- Не надейся! — Михайло Пляцковський, вик. Є. Мартинов, Ксенія Георгіаді
- Не разлюби меня — Михайло Пляцковський, вик. Людмила Зикіна
- Невеста — Ігор Шаферан, вик. Є. Мартинов
- Отчий дом — А. Дементьєв, вик. С. Ротару і Карел Готт, Є. Мартинов
- Песня, в которой ты — Роберт Рождественський, вик. Є. Мартинов
- Песня о моей любви — Сергій Островой, вик. Яак Йоала, Є. Мартинов, Геннадій Белов
- Письмо отца — А. Дементьєв і Давид Усманов, вик. Вадим Мулерман, Є. Мартинов
- Повезло! — Михайло Танич, вик. Евгений Головин, Є. Мартинов
- Праздник юности — А. Дементьєв і А. Пьянов, вик. ВІА «Пламя»
- Прости — А. Дементьєв, вик. Є. Мартинов
- Расскажи мне, мама — А. Дементьєв і Давид Усманов, вик. Людмила Зыкина
- Свадебный вальс — Роберт Рождественський, вик. Є. Мартинов
- Свиданье при свечах — Анатолій Поперечний, вик. Олександр Сєров, Мари Карне і Іван Іллічов
- Скажи мне, вишня — Володимир Харитонов, вик. Філіпп Киркоров, Є. Мартинов, Геннадій Каменний, Марія Кодряну
- Снится солдатам дом родной — Михайло Пляцковський, вик. Є. Мартинов, С. Іванов і П. Богачов (КрАПП СА)
- Соловьи поют, заливаются — Давид Усманов, вик. Є. Мартинов, Михайло Котляр
- Страна моя, надейся на меня (Зовёт Земля) — А. Дементьєв і Давид Усманов, вик. Є. Мартинов, Вадим Мулерман
- Так держать — А. Дементьєв і А. Пьянов, вик. Є. Мартинов
- Твоя вина — А. Дементьєв і Давид Усманов, вик. С. Ротару, Леонід Серебренников, Ніна Бродська, Аїда Ведищева
- Трава-лебеда — Микола Добронравов, вик. Є. Мартинов
- Трубка мира — А. Дементьєв і Давид Усманов, исп Є. Мартинов
- Ты приносишь мне рассвет — А. Дементьєв і Давид Усманов, вик. Є. Мартинов, Аїда Ведищева
- У Есенина день рождения — А. Дементьєв, вик. Людміла Зикіна, Є. Мартинов
- У песни есть имя и отчество — Марк Лисянський, вик. Галина Ненашева
- Царевна с нашего двора — А. Пьянов, вик. рок-група «Альфа»
- Кольори кохання (українською) — Володимир Кудрявцев (російський текст В. Болдиревої); вик. Є. Мартинов, Юрій Богатиков
- Чайки над водой — А. Дементьєв, вик. Софія Ротару, Є. Мартинов, вокальний квартет «Улыбка»
- Чудо любви — Ігор Кохановський, вик. Є. Мартинов
- Этот май — Татьяна Коршилова, вик. Є. Мартинов
- Эхо первой любви — Роберт Рождественський, вик. Є. Мартинов, А. Сєров
- Я ещё вернусь — пісенна редакція Юрія Мартинова, Роберт Рождественський, вик. Михайло Евдокимов
- Я жду весну — А. Дементьєв, Софія Ротару, Є. Мартинов, Анна Герман
- Я тебе весь мир подарю — інструментальна п'єса.
- Яблони в цвету — Ілля Рєзник, вик. С. Ротару, Є. Мартинов, Сергій Захаров, ВІА «Современник», оркестр Братиславского радіо
- Я лечу к тебе — підтекстовка і пісення редакція Юрія Мартинова, вик. Наталія Афанасьєва
- Прелюдія для фортепіано (1967)
- Романс для кларнета і фортепіано (1966)
- Васильковые глаза, вик. Є. Мартинов
- Комсомол нигде не подведёт — А. Дементьєв і А. Пьянов
- Тройка счастья — Є. Мартинов і Юрій Мартинов  — Євгеній Супонев, вик. Є. Мартинов
- Былое эхо — Алексей Мажуков — Володимир Харитонов; вик. Є. Мартинов